# Jörg Bagdahn

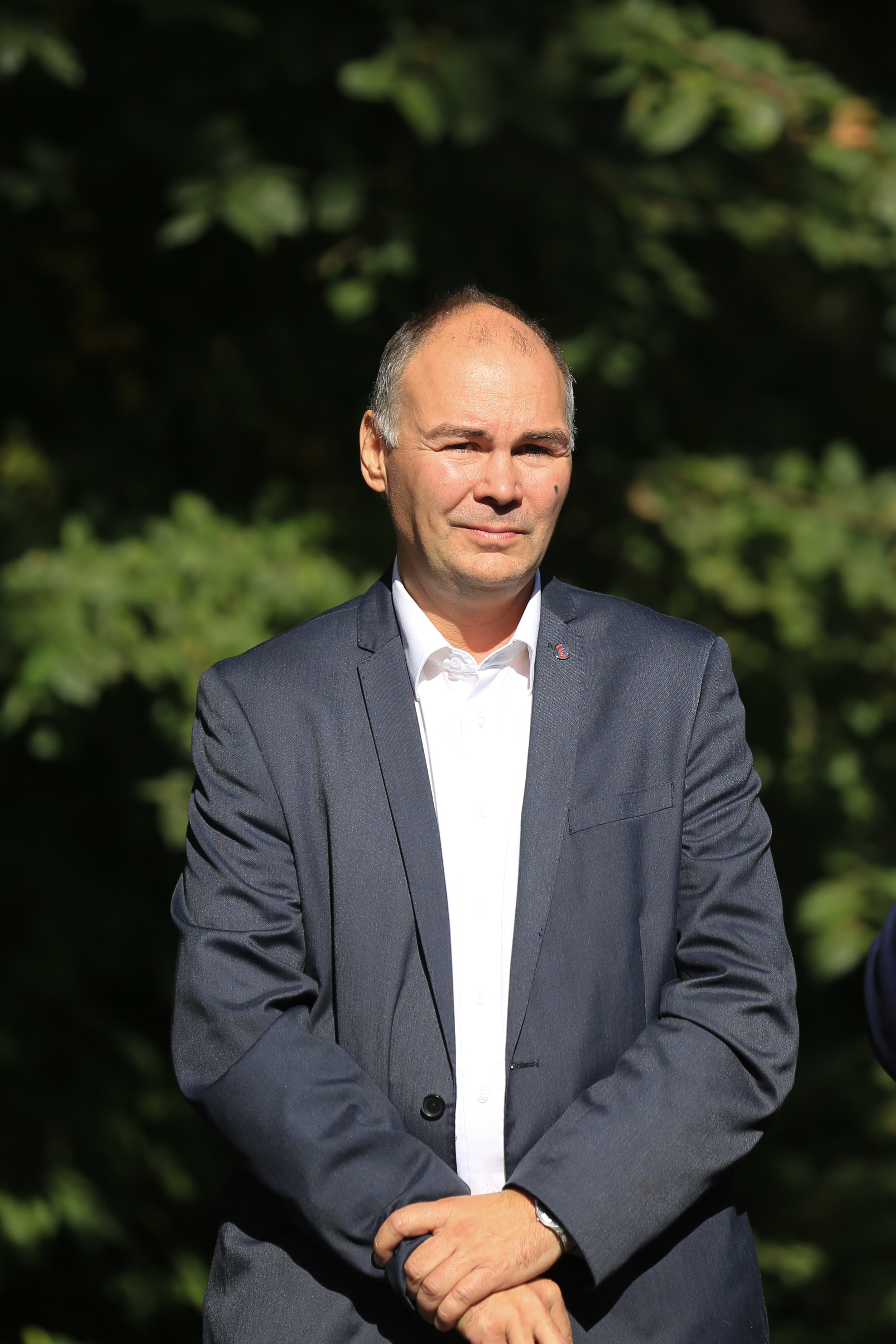
Jörg Bagdahn (2018)

Jörg Bagdahn (* 1971 in Köthen) ist ein deutscher Ingenieur und Hochschulpräsident. Er ist seit 2009 Professor für das Gebiet Werkstoffe der Photovoltaik im Fachbereich Elektrotechnik, Maschinenbau und Wirtschaftsingenieurwesen der Hochschule Anhalt und seit September 2016 auch Präsident dieser Hochschule.

## Leben
Nach der Schulausbildung in Köthen studierte Bagdahn Werkstofftechnik an der TU Chemnitz. Als Ingenieur promovierte er im Jahr 2000 an der Martin-Luther-Universität Halle-Wittenberg über das atomare Bonden von einkristallinen Siliziumwafern. Nachfolgend forschte er an der Johns Hopkins University in Baltimore zu Themen der Langzeitzuverlässigkeit von polykristallinen Siliziumschichten. Nach Leitungsaufgaben im Fraunhofer-Institut für Werkstoffmechanik IWM übernahm er 2008 die Leitung des Fraunhofer-Centers für Silizium-Photovoltaik CSP in Halle. Das Fraunhofer CSP ist eine gemeinsame Einrichtung des Fraunhofer-Instituts für Mikrostruktur von Werkstoffen und Systemen und des Fraunhofer-Instituts für Solare Energiesysteme ISE.